# Bibio pruinosus
Bibio pruinosus är en tvåvingeart som beskrevs av Hardy 1950. Bibio pruinosus ingår i släktet Bibio och familjen hårmyggor.
Artens utbredningsområde är Uganda. Inga underarter finns listade i Catalogue of Life.